# Hệ gen học
Hệ gen học là một lĩnh vực khoa học liên ngành nghiên cứu về tất cả các gen thuộc bộ gen của cơ thể sinh vật, trong mối quan hệ của các gen này cũng như sản phẩm của chúng với nhau và trong mối tương tác với môi trường., , 
Tổ chức y tế Thê giới (WHO) đã định nghĩa ngắn gọn hơn: "Hệ gen học là khoa học nghiên cứu về gen cùng chức năng của chúng và các kỹ thuật liên quan".
Thuật ngữ này dịch từ nguyên gốc tiếng Anh genomics (IPA: /jēˈnōmiks/) dùng để chỉ một nhánh của sinh học hiện đại mới hình thành tương đối gần đây, nhưng đã và đang phát triển nhanh chóng để phục vụ Y học, Tin sinh học, lập bản đồ gen, giải trình tự gen và các môn khác có liên quan.

## Từ nguyên
Thuật ngữ "genomics" gốc từ tiếng Hy Lạp ΓΕΝ (gen) nghĩa là "trở nên, tạo ra, sinh ra" và là "gốc" trong nhiều khái niệm: genealogy (phả hệ), genesis (sự hình thành), genetics (di truyền học), genotype (kiểu gen), v.v.
Từ "genom" (bộ gen) từ tiếng Đức, được cho là Hans Winkler  sử dụng đầu tiên năm 1926.
Thuật ngữ genomics (hệ gen học) được đề xuất bởi Tom Roderick - một nhà di truyền học tại Phòng thí nghiệm Jackson (Bar Harbor, Maine) trong cuộc họp được tổ chức ở Maryland về bản đồ bộ gen người vào năm 1986.

## Nội dung
- Sự khác biệt chính giữa hệ gen học (genomics) với di truyền học (genetics) là ở chỗ di truyền học nghiên cứu chủ yếu về một hoặc vài gen riêng biệt (đơn lẻ), còn hệ gen học  nghiên cứu về tất cả các gen cùng mối quan hệ tương tác giữa chúng với nhau, giữa chúng với các sản phẩm của chính chúng và với môi trường.[1], [6]  Ngoài ra, khoa học liên ngành này còn có những lĩnh vực riêng chuyên nghiên cứu một loài cụ thể, chẳng hạn như chỉ nghiên cứu về người (Homo sapiens) được gọi là "hệ gen học người" mà Human Genomics là một tạp chí cung cấp nhiều tin tức về sức khỏe, bệnh tật của con người, cũng như hiệu quả và an toàn của thuốc đối với bộ gen người.[7] Ngoài ra, cũng còn có những chương trình tầm cỡ quốc gia như chương trình xây dựng "trình tự chuẩn" DNA của chủng tộc người nào đó, phân tích tính đa dạng di truyền hệ gen thuộc các dân tộc của một quốc gia như ở Việt Nam đã tiến hành.[8]
- Theo hiểu biết hiện nay, bộ gen (genome) là tập hợp đầy đủ tất cả các vật chất mang thông tin di truyền của một sinh vật, thường là DNA và có thể gồm cả RNA. Hệ gen học tập trung vào đến đặc tính và định lượng toàn thể của các gen, quy định tạo ra sản phẩm prôtêin với xúc tác của các enzym và phân tử truyền tin. Đồng thời, prôtêin tạo nên các cấu trúc cơ thể như các cơ quan, mô và cũng quy định các phản ứng hóa học và mang tín hiệu giữa các tế bào. Hệ gen học cũng liên quan đến việc giải trình tự và phân tích bộ gen thông qua việc sử dụng trình tự DNA thông lượng cao và tin sinh học để tập hợp và phân tích chức năng và cấu trúc của toàn bộ bộ gen. Hệ gen học gồm hai phân môn:

-     Hệ gen học cấu trúc chịu trách nhiệm giải trình tự toàn bộ bộ gen.
-     Hệ gen học chức năng xác định nhiệm vụ cụ thể của các gen và biểu hiện của chúng., 
- Hệ gen học còn có thể được chia thành một số lĩnh vực. Ví dụ, về hệ gen học cấu trúc thì có lĩnh vực so sánh để nghiên cứu các điểm giống nhau và khác nhau giữa những bộ gen của các loài hoặc nhóm loài khác nhau. Tùy theo đối tượng, còn có thể phân chia thành hệ gen học về người, về thú,...[9]
- Hệ gen học là khoa học nghiên cứu về các gen trên quy mô lớn. Ở quy mô này, cần phải biết các gen hay các nhóm gen tương tác với nhau như thế nào, sản phẩm của các gen (RNA và protein) có thể ảnh hưởng đến gen hoặc ảnh hưởng đến các sản phẩm khác ra sao với vai trò của môi trường. Nói cách khác, quy mô này là ở cấp độ của cả bộ gen.[10]